# John Boye
John Boye (Accra, 1987. április 23.) ghánai válogatott labdarúgó, aki jelenleg a Kayseri Erciyesspor játékosa.

## Külső hivatkozások
- John Boye – a FIFA adatbázisában
- John Boye Stade Rennais
- John Boye adatlapja a National-Football-Teams.com oldalon (angolul)

- John Boye Transfermarkt